# Пам'ятки історії Кегичівського району
У Кегичівському районі Харківської області на обліку перебуває 39 пам'яток історії.
| № п/п | Охоронний номер пам'ятки | Місце знаходження, (адреса) пам'ятки     | Найменування пам'ятки                                                                                             | Автор, дослідник пам'ятки. Дата відкриття | Матеріал, з якого виготовлений пам'ятник. Основні розміри                         | Категорія охорони пам'ятки         | Номер і дата рішення державних органів про взяття пам'ятки під охорону | Охоронна зона                                                  |  |
| ----- | ------------------------ | ---------------------------------------- | --- | ----------------------------------------- | --------------------------------------------------------------------------------- | ---------------------------------- | ---------------------------------------------------------------------- | -------------------------------------------------------------- |  |
| 1.    | 1015                     | с-ще Кегичівка                           | Братська могила радянських воїнів. Поховано 112 воїнів. 1943 р.                                                   | Харківська скульптурна фабрика 1950 р.    | Скульптура — 2,5 м, з/б. Постамент — 3,2 м, цегла, цемент                         | Місцева                            | № 61 від 25.01.72 р.                                                   | 25 м (Наказ управління культури і туризму від 10.09.09. № 234) |  |
|       |                          |                                          | |                                           |                                                                                   |                                    |                                                                        |                                                                |  |
| 3.    |                          | с-ще Кегичівка                           | Пам'ятний знак на честь 100-річчя Кегичівки                                                                       | 1999 р.                                   | Граніт. 2,5×0,80 м.                                                               | Наказ УК ХОДА № 25 від 02.03.05 р. |                                                                        |                                                                |  |
| 4.    |                          | с-ще Кегичівка                           | Пам'ятний знак на честь 10-річчя Незалежності                                                                     | 2001 р.                                   | Граніт. 2,0×1,5 м.                                                                | Наказ УК ХОДА № 25 від 02.03.05 р. |                                                                        |                                                                |  |
| 5.    |                          | с-ще Кегичівка                           | Меморіальний знак пам'яті жертв Голодомору. 1932—1933 рр.                                                         | 2003 р.                                   | Граніт. 2,0×1,5 м.                                                                | Наказ УК ХОДА № 25 від 02.03.05 р. |                                                                        |                                                                |  |
| 6.    | 1013                     | с. Андріївка Андріївської с/р            | Братська могила партизанів. 1919 р.                                                                               | Харківська скульптурна фабрика 1960 р.    | Обеліск — 2,5х0,85х0,5 м, цегла                                                   | -<<-                               | № 61 від 25.01.72 р.                                                   |                                                                |  |
| 7.    | 1016                     | -<<-                                     | Братська могила радянських воїнів і пам'ятний знак воїнам-односельцям. Поховано 76 воїнів. 1943 р., 1941—1945 рр. | Харківська скульптурна фабрика. 1957 р.   | Скульптура — 2,5 м, з/б. Постамент — 4,0 м, цегла, цемент                         | -<<-                               | -<<-                                                                   | 25 м (Наказ управління культури і туризму від 10.09.09. № 234) |  |
|       |                          |                                          | |                                           |                                                                                   |                                    |                                                                        |                                                                |  |
| 9.    | 1017                     | с. Антонівка Кегичівської сел/р          | Братська могила радянських воїнів. Поховано 43 воїни. 1943 р.                                                     | Харківська скульптурна фабрика 1959 р.    | Скульптура — 2,5 м, з/б. Постамент — 3,0 м, цегла, цемент                         | -<<-                               | -<<-                                                                   | 25 м (Наказ управління культури і туризму від 10.09.09. № 234) |  |
| 10.   | 1018                     | с. Артемівка Чапаєвської сел\р           | Братська могила радянських воїнів. Поховано 5 воїнів. 1943 р.                                                     | Харківська скульптурна фабрика. 1967 р.   | Скульпт. 3 м (з\б), постамент — 3,5 м (цегла, цемент)                             | Місцева                            | № 61 від 25.01.72 р.                                                   | 25 м (Наказ управління культури і туризму від 10.09.09. № 234) |  |
| 11.   | 1019                     | с. Власівка Власівської с/р              | Братська могила радянських воїнів. Поховано 784 воїни. 1943 р.                                                    | Харківська скульптурна фабрика 1963 р.    | Скульптура — 2,5 м, з/б. Постамент — 2,7 м, цегла, цемент                         | -<<-                               | -<<-                                                                   | 25 м (Наказ управління культури і туризму від 10.09.09. № 234) |  |
| 12.   | 1041                     | с. Вовківка Мажарської с/р               | Пам'ятник воїнам-односельцям. 1941—1945 рр.                                                                       | Харківська скульптурна фабрика 1966 р.    | Скульптура — 2,5 м, з/б. Постамент — 0,5 м, цегла, цемент. Стела — 4,0×0,7 м, з/б | -<<-                               | -<<-                                                                   |                                                                |  |
| 13.   | 1020                     | с. Калюжине Павлівської с/р              | Братська могила радянських воїнів і пам'ятний знак воїнам-односельцям. Поховано 20 воїнів. 1943 р.                | Харківська скульптурна фабрика 1951 р.    | Скульптура — 2,5 м, з/б. Постамент — 3,0 м, цегла, цемент                         | -<<-                               | -<<-                                                                   | 25 м (Наказ управління культури і туризму від 10.09.09. № 234) |  |
| 14.   | 1021                     | с. Козачі Майдани Чапаєвської с/р        | Братська могила радянських воїнів. Поховано 53 воїни. 1943 р.                                                     | Харківська скульптурна фабрика 1957 р.    | Скульптура — 2,5 м, з/б. Постамент — 2,0 м, цегла, цемент                         | -<<-                               | -<<-                                                                   | 25 м (Наказ управління культури і туризму від 10.09.09. № 234) |  |
| 15.   | 1022                     | с. Комунарка Павлівської с/р             | Братська могила радянських воїнів. Поховано 13 воїнів. 1943 р.                                                    | Харківська скульптурна фабрика 1956 р.    | Скульптура — 2,5 м, з/б. Постамент — 3,5 м, цегла, цемент                         | -<<-                               | -<<-                                                                   | 25 м (Наказ управління культури і туризму від 10.09.09. № 234) |  |
| 16.   | 1023                     | с. Коханівка Новопарафіївської с/р       | Братська могила радянських воїнів. 1943 р.                                                                        | Харківська скульптурна фабрика 1957 р.    | Скульптура — 3,0 м, з/б. Постамент — 2,8 м, цегла, цемент                         | -<<-                               | -<<-                                                                   | 25 м (Наказ управління культури і туризму від 10.09.09. № 234) |  |
| 17.   | 1024                     | с-ще Красне Красненської с/р             | Братська могила радянських воїнів і партизанів. 1943 р.                                                           | Харківська скульптурна фабрика 1952 р.    | Скульптура — 2,5 м, з/б. Постамент — 2,7 м, цегла, цемент                         | -<<-                               | -<<-                                                                   | 25 м (Наказ управління культури і туризму від 10.09.09. № 234) |  |
|       |                          |                                          | |                                           |                                                                                   |                                    |                                                                        |                                                                |  |
| 19.   | 1025                     | с. Крутоярівка Кегичівської сел/р        | Братська могила радянських воїнів. Поховано 103 воїни. 1942 р., 1943 р.                                           | Харківська скульптурна фабрика 1958 р.    | Скульптура — 3,0 м, з/б. Постамент — 3,2 м, цегла, цемент                         | -<<-                               | -<<-                                                                   | 25 м (Наказ управління культури і туризму від 10.09.09. № 234) |  |
| 20.   | 1014                     | с. Лозова Лозівської с/р                 | Могила Коноплі Д. Х. та Прокопенка П. С., 1919 р.                                                                 | Харківська скульптурна фабрика 1960 р.    | Обеліск — 2,5 м, цегла, цемент                                                    | -<<-                               | -<<-                                                                   |                                                                |  |
| 21.   | 1026                     | -<<-                                     | Братська могила радянських воїнів. Поховано 894 воїни. 1943 р.                                                    | Харківська скульптурна фабрика 1958 р.    | Скульптура — 3,0 м, з/б. Постамент — 2,5 м, цегла, цемент                         | -<<-                               | -<<-                                                                   | 25 м (Наказ управління культури і туризму від 10.09.09. № 234) |  |
| 22.   | 1027                     | с. Мажарка Мажарської с/р                | Братська могила і пам'ятний знак воїнам-односельцям. Поховано 25 воїнів. 1943 р. 1941—1945 рр.                    | Харківська скульптурна фабрика 1954 р.    | Скульптура — 3,5 м, з/б. Постамент — 1,7 м, цегла, цемент                         | -<<-                               | -<<-                                                                   | 25 м (Наказ управління культури і туризму від 10.09.09. № 234) |  |
| 23.   | 1038                     | с. Медведівка Власівської с/р            | Братська могила радянських воїнів. Поховано 219 воїнів. 1943 р.                                                   | Харківська скульптурна фабрика 1957 р.    | Скульптура — 3,0 м, з/б. Постамент — 3,0 м, цегла, цемент                         | -<<-                               | -<<-                                                                   | 25 м (Наказ управління культури і туризму від 10.09.09. № 234) |  |
| 24.   | 1039                     | -<<-                                     | Могила Єжака Я. С. — командира партизанського загону. 1918 р.                                                     | Скульптор Доценко В. П., 1978 р.          | Бюст — 1,0 м, з/б. Постамент — 1,6 м, цегла, цемент                               | -<<-                               | -<<-                                                                   |                                                                |  |
| 25.   | 1029                     | с. Нова Парафіївка Новопарафіївської с/р | Братська могила радянських воїнів. Поховано 13 воїнів. 1943 р.                                                    | Харківська скульптурна фабрика 1959 р.    | Скульптура — 2,5 м, з/б. Постамент — 3,0 м, цегла, цемент                         | -<<-                               | -<<-                                                                   | 25 м (Наказ управління культури і туризму від 10.09.09. № 234) |  |
| 26.   | 1030                     | с. Олександрівка Андріївської с/р        | Братська могила радянських воїнів і пам'ятний знак воїнам-односельцям. Поховано 15 воїнів. 1943 р. 1941—1945 рр.  | Харківська скульптурна фабрика 1962 р.    | Скульптура — 2,8 м, з/б. Постамент — 3,5 м, цегла, цемент                         | Місцева                            | № 61 від 25.01.72 р.                                                   | 25 м (Наказ управління культури і туризму від 10.09.09. № 234) |  |
| 27.   | 1031                     | с. Павлівка Павлівської с/р              | Братська могила радянських воїнів. Поховано 83 воїнів. 1943 р.                                                    | Харківська скульптурна фабрика 1959 р.    | Скульптура — 3,0 м, з/б. Постамент — 3,2 м, цегла, цемент                         | Місцева                            | -<<-                                                                   | 25 м (Наказ управління культури і туризму від 10.09.09. № 234) |  |
| 28.   | 1040                     | -<<-                                     | Могила Скоблікова О. І. — секретаря комсомольської організації колгоспу. 1929 р.                                  | Скульптор Доценко В. П. 1978 р.           | Бюст — 1,0 м, з/б. Постамент — 1,6 м, цегла, цемент                               | -<<-                               | -<<-                                                                   |                                                                |  |
| 29.   | 1032                     | с. Парасковія Чапаєвської с/р            | Братська могила радянських воїнів. Поховано 512 воїнів. 1943 р.                                                   | Харківська скульптурна фабрика 1959 р.    | Скульптура — 2,5 м, з/б. Постамент — 2,0 м, цегла, цемент                         | -<<-                               | -<<-                                                                   | 25 м (Наказ управління культури і туризму від 10.09.09. № 234) |  |
| 30.   | 1033                     | с. Петрівське Власівської с/р            | Братська могила радянських воїнів. Поховано 753 воїни. 1943 р.                                                    | Харківська скульптурна фабрика 1967 р.    | Скульптура — 2,5 м, з/б. Постамент — 3,0 м, цегла, цемент                         | -<<-                               | -<<-                                                                   | 25 м (Наказ управління культури і туризму від 10.09.09. № 234) |  |
| 31.   | 1034                     | с. Розсохувата Кегичівської сел/р        | Братська могила радянських воїнів. Поховано 24 воїнів. 1943 р.                                                    | Харківська скульптурна фабрика 1959 р.    | Скульптура — 3,0 м, з/б. Постамент — 3,0 м, цегла, цемент                         | -<<-                               | -<<-                                                                   | 25 м (Наказ управління культури і туризму від 10.09.09. № 234) |  |
| 32.   | 1035                     | с. Рояківка Кегичівської сел/р           | Братська могила радянських воїнів. Поховано 14 воїнів. 1943 р.                                                    | Харківська скульптурна фабрика 1956 р.    | Скульптура — 2,5 м, з/б. Постамент — 3,0 м, цегла, цемент                         | -<<-                               | -<<-                                                                   | 25 м (Наказ управління культури і туризму від 10.09.09. № 234) |  |
| 33.   | 1036                     | с. Софіївка Софіївської с/р              | Братська могила радянських воїнів. Поховано 20 воїнів. 1943 р.                                                    | Харківська скульптурна фабрика 1956 р.    | Скульптура — 3,0 м, з/б. Постамент — 3,0 м, цегла, цемент                         | -<<-                               | -<<-                                                                   | 25 м (Наказ управління культури і туризму від 10.09.09. № 234) |  |
| 34.   | 1037                     | с-ще Чапаєве Чапаєвської сел/р           | Братська могила радянських воїнів. Поховано 322 воїни. 1943 р.                                                    | Харківська скульптурна фабрика 1951 р.    | Скульптура — 3,0 м, з/б. Постамент — 3,0 м, цегла, цемент                         | -<<-                               | -<<-                                                                   | 25 м (Наказ управління культури і туризму від 10.09.09. № 234) |  |
|       |                          |                                          | |                                           |                                                                                   |                                    |                                                                        |                                                                |  |
|       |                          |                                          | |                                           |                                                                                   |                                    |                                                                        |                                                                |  |
| 37.   | 1038                     | с. Шляхове Чапаєвської сел/р             | Братська могила радянських воїнів. Поховано 403 воїни. 1943 р.                                                    | Харківська скульптурна фабрика 1957 р.    | Скульптура — 2,5 м, з/б. Постамент — 2,7 м, цегла, цемент                         | -<<-                               | № 61 від 25.01.72 р.                                                   | 25 м (Наказ управління культури і туризму від 10.09.09. № 234) |  |